# پاشلک کوچک
پاشلک کوچک (نام علمی: Lymnocryptes minimus) نام یک گونه از تیره آبچلیک است.